# Étienne Cabet

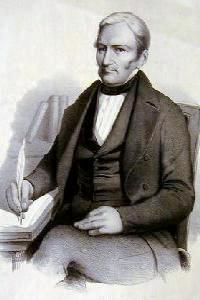
Étienne Cabet (1788-1856)

Étienne Cabet  (1 de enero de 1788 – 9 de noviembre de 1856), fue un filósofo, teórico político francés y socialista utópico. Fue el fundador del movimiento icariano, que llevó a un grupo de emigrantes a fundar una nueva sociedad en los Estados Unidos.
Nació en Dijon en el seno de una familia de artesanos borgoñeses. Estudió derecho, siendo abogado en la Restauración, luego carbonario y más tarde procurador general. Fue contrario a los Borbones y se le prohibió ejercer de abogado. Vistos los fracasos insurrecionales cree necesaria otra vía. Fue favorable a la revolución de 1830 pero después se mostró contrario a la monarquía liberal orleanista a raíz de la represión contra los obreros. Publica periódicos antigubernamentales. Convertido al Republicanismo se exilió en Gran Bretaña en 1834. Al volver de un nuevo exilio se definió como comunista demócrata con la voluntad de unir muchos sectores (obreros, socialistas, burgueses..). También publicó cuatro volúmenes sobre la Revolución francesa.
Tras volver del exilio publica Viaje a Icaria, donde describe una utopía comunista en el futuro en frente del presente capitalista (1842). Será un libro que llegará a toda Europa, muy influyente. Formula una primera imagen del comunismo. El libro ya había sido publicado sin el nombre del autor y bajo el título Viajes y aventuras de lord William Carisdall en Icaria.
Gran panfletista, pero de poca importancia política. Compra tierras en Texas para poner en práctica sus ideas. Fracasa. Tampoco tiene éxito en sucesivos intentos durante diez años.
Era un comunista demócrata. Para Cabet la democracia completa era el comunismo. No hace falta una revolución sino que se llega al comunismo por propio convencimiento. No quiere violencia ni lucha de la clase obrera sino un proceso “predicando con el ejemplo” para convencer a la gente. Quiere eliminar la propiedad privada y el dinero.
Sus colonias no influyeron mucho, pero sus panfletos y sus conceptos sobre la igualdad natural y de resultados y su idea de un mundo sin dinero sí que tuvieron resonancia.